# Yannik Keitel
Yannik Keitel (ur. 15 lutego 2000 w Breisach am Rhein) – niemiecki piłkarz występujący na pozycji pomocnika w niemieckim klubie SC Freiburg, którego jest wychowankiem. Były młodzieżowy reprezentant Niemiec.